# Розумовка (Росія)
Розумо́вка (рос. Разумовка) — село (колишнє селище) у складі Родинського району Алтайського краю, Росія. Входить до складу Роздольненської сільської ради.

## Населення
Населення — 366 осіб (2010; 593 у 2002).
Національний склад (станом на 2002 рік):
- росіяни — 84 %